# Special (singolo Lizzo)
Special è un singolo della cantante statunitense Lizzo, pubblicato il 13 gennaio 2023 come terzo estratto dal quarto album in studio omonimo.
Il testo del brano ha visto l'impegno creativo della cantante, in collaborazione con il produttore e compositore svedese Max Martin e i produttori e compositori statunitensi Andrew Wansel, Ian Kirkpatrick e Theron Thomas. Il 9 febbraio 2023 è uscita una versione remix del brano, che vede la partecipazione della cantautrice statunitense SZA.

## Promozione
Lizzo si è esibita per la prima volta dal vivo con Special il 16 aprile 2022 durante il Saturday Night Live, tre mesi prima che l'omonimo album fosse pubblicato. Successivamente, la cantante si è esibita nuovamente col singolo il 15 luglio 2022 al Today Show, in concomitanza con la messa in commercio del disco di appartenenza. Il 5 febbraio 2023, in occasione della 65ª edizione dei Grammy Award, la cantante ha eseguito sia Special che About Damn Time, accompagnata da un coro gospel.

## Video musicale
Nel video musicale, pubblicato il 1º febbraio 2023, Lizzo interpreta una cameriera di nome Melly che viene ripetutamente trattata male e insultata al lavoro. La sua, in realtà, è solo una copertura in quanto la notte è una supereroina che salva la città dal crimine.

## Classifiche
| Classifica (2022-23) | Posizione massima |
| -------------------- | ----------------- |
| Canada               | 72                |
| Irlanda              | 67                |
| Regno Unito          | 66                |
| Stati Uniti          | 52                |

## Riconoscimenti
- Soul Train Music Award[10][11]
  - 2023 – Candidatura come Video dell'anno
  - 2023 – Candidatura come Miglior collaborazione[12]

## Date di pubblicazione
| Paese       | Data             | Formato                      | Versione                    | Nota          |
| ----------- | ---------------- | ---------------------------- | --------------------------- | ------------- |
| Italia      | 13 gennaio 2023  | Contemporary hit radio       | Originale                   | [ 1 ]         |
| Mondo       | 9 febbraio 2023  | Download digitale, streaming | Remix (feat. SZA)           | [ 2 ]         |
| Stati Uniti | 14 febbraio 2023 | Rhythmic radio               | Remix (feat. SZA)           | [ 13 ] [ 14 ] |
| Mondo       | 24 febbraio 2023 | Download digitale, streaming | Sped Up Version (feat. SZA) | [ 15 ]        |